# Báo hoa mai
Báo hoa mai (Panthera pardus), thường gọi tắt là báo hoa, (tiếng Anh: Leopard) là một trong năm loài mèo lớn thuộc chi Panthera sinh sống ở châu Phi và châu Á. Chúng dài từ 1 đến gần 2 mét, cân nặng từ 30 đến 90 kg. Con cái thông thường có kích thước bằng khoảng 2/3 con đực. Tuy thân hình tương đối nhỏ so với các loại mèo lớn khác nhưng báo hoa mai là những kẻ săn mồi nguy hiểm đáng sợ. Khả năng rình mò huyền thoại và có thể ăn được bất cứ động vật nào từ có kích cỡ từ bọ hung trở lên đã làm cho chúng trở thành loài Họ Mèo sinh tồn thành công nhất.

## Từ nguyên
Tên thường gọi của báo hoa mai theo tiếng Anh là "leopard" (/ ˈlɛpərd /) là một sự kết hợp trong tiếng Hy Lạp của λέωλέω leōn ("sư tử") và posς pardos ("con báo đực"). Cái tên này phản ánh sự thật rằng trong thời cổ đại, người ta cho rằng báo hoa mai là con lai của sư tử và báo đốm, và trong một số ngôn ngữ nước ngoài từ leopard có nguồn gốc từ đây; leo là tên Latinh của sư tử, và pard là thuật ngữ cũ có nghĩa báo. Từ Hy Lạp này có liên quan đến tiếng Phạn ा ABLE ु pṛdāku ("con rắn", "con hổ" hoặc "con báo"), và có lẽ bắt nguồn từ một ngôn ngữ Địa Trung Hải, như tiếng Ai Cập. Tên này được sử dụng lần đầu tiên vào thế kỷ thứ 13. Trên thực tế, "báo" có thể là một vài loài trong họ Mèo có gen tạo ra màu đen hơn là màu nâu vàng, vì thế tạo ra lớp lông đen thuần, ngược lại với những con có màu đốm thông thường. "Báo", trong một nghĩa khác, đơn giản là những con báo hoa mai lông sẫm (hoặc là dạng màu sẫm của các loài mèo khổng lồ khác). Các tên địa phương khác cho báo hoa mai bao gồm graupanther, panther và một số tên khu vực như tendwa ở Ấn Độ. Thuật ngữ "con báo đen" dùng để chỉ những con báo có gen hắc tố. Một thuật ngữ cho con báo được sử dụng trong tiếng Anh cổ và sau này, nhưng bây giờ rất không phổ biến, là "pard".
Tên khoa học của báo hoa mai là Panthera pardus. Tên chung Panthera có nguồn gốc từ tiếng Latin thông qua tiếng Hy Lạp πάάθηρ (pánthēr). Thuật ngữ "panther", được sử dụng lần đầu tiên được ghi lại từ thế kỷ 13, thường dùng để chỉ báo hoa mai và ít thường xuyên hơn là báo sư tử và báo đốm Mỹ. Nguồn gốc thay thế được đề xuất cho Panthera bao gồm một từ ngữ tộc Ấn-Iran có nghĩa là "trắng-vàng" hoặc "nhạt". Trong tiếng Phạn, từ này có thể được bắt nguồn từ पाण ड pāṇḍara ("con hổ"), từ đó xuất phát từ पुण डडडṇḍṇḍṇḍṇḍṇḍṇḍ. Tên cụ thể pardus có nguồn gốc từ tiếng Hy Lạp (pardos) ("con báo đực").

## Phân loài
Kể từ khi Carl Linnaeus xuất bản mô tả của ông về một con báo trong tác phẩm Systema Naturae năm 1758, có đến 27 phân loài báo được các nhà tự nhiên học mô tả sau đó từ năm 1794 đến năm 1956. Từ năm 1996, theo phân tích DNA ty thể được thực hiện vào thập kỷ 1990, chỉ có tám phân loài được xem là hợp lệ. Sau đó phân tích chỉ ra một phân loài hợp lệ thứ chín, báo Ả Rập. Do hạn chế lấy mẫu báo châu Phi, con số này có thể đánh giá không đúng mức.
Trước khi có những thay đổi do con người tạo ra trong mấy trăm năm trở lại đây, báo hoa mai đã từng là loài mèo phân bổ rộng nhất, hơn cả mèo nhà: Chúng được tìm thấy ở mọi nơi thuộc châu Phi (ngoại trừ sa mạc Sahara), cũng như ở Tiểu Á và Trung Đông, Ấn Độ, Pakistan, Trung Quốc, Siberia, phần lớn đất liền của khu vực Đông Nam Á, các đảo Java, Zanzibar và Sri Lanka. Chín phân loài được IUCN thừa nhận là:.Báo hoa mai là một điều ngạc nhiên trong số các thú ăn thịt loại to. Ước tính có khoảng 50.000 báo hoa mai ở khu vực hạ Sahara của châu Phi. Vì khả năng ngụy trang và thói quen lén lút của chúng, chúng có thể đến rất gần với các khu định cư của con người mà không bị phát hiện. Tuy nhiên sự phá hủy môi trường sống và việc săn trộm đã làm cho một vài nòi báo hoa mai đứng trước nguy cơ diệt chủng, ví dụ, báo hoa mai Amur, báo hoa mai Anatolia, báo hoa mai Barbary, báo hoa mai Hoa Bắc hay báo hoa mai nam Ả Rập.
| Phân loài                                                             | Mô tả | Hình ảnh |
| --------------------------------------------------------------------- | --- | -------- |

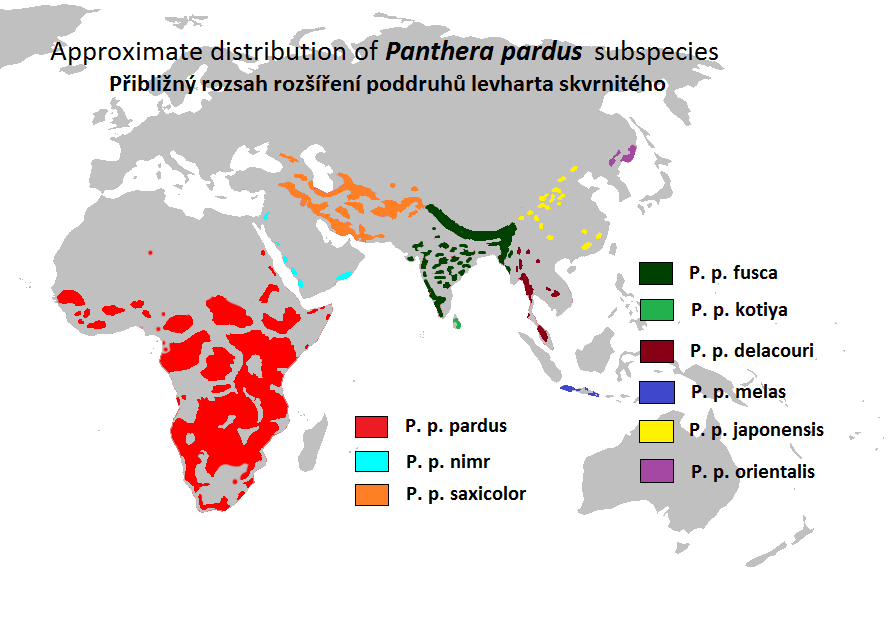
Bản đồ phân bố ước tính của các phân loài thuộc loài báo hoa mai, năm 2016.

| Báo hoa mai châu Phi (P. p. pardus)                                   | Sống tại châu Phi hạ Sahara. Đây là phân loài báo trải rộng nhất. - Bắc Phi: tuyệt chủng tại Algérie, Ai Cập, Libya và Tunisia với quần thể đang bị diệt vong tại Maroc - Tây Phi: Bénin, Burkina Faso, Ghana, Guinea, Guinea-Bissau, Ivory Coast, Mali, Mauritanie, Niger, Nigeria, Sénégal, Togo - Đông Phi: Burundi, Djibouti, Eritrea, Ethiopia, Kenya, Tanzania, Somalia, Nam Sudan, Sudan, Rwanda, Uganda - Trung Phi: Cameroon, Cộng hòa Trung Phi, Chad, Cộng hòa Dân chủ Congo, Gabon, Cộng hòa Congo, - Nam Phi: Angola, Botswana, Eswatini, Malawi, Mozambique, Namibia, Nam Phi, Tanzania, Zambia và Zimbabwe |          |
| Báo hoa mai Ấn Độ (P. p. fusca)                                       | loài bản địa tại tiểu lục địa Ấn Độ. Trải rộng tại Ấn Độ, Nepal, Bangladesh và Bhutan. - Nam Á: Bangladesh, Bhutan, Ấn Độ, Nepal và Pakistan; tuyệt chủng tại Trung Quốc |          |
| Báo Ả Rập (P. p. nimr), còn gọi là báo Erythrean                      | loài bản địa tại bán đảo Ả Rập. Sinh sống tại khu vực khô cằn ở Ả Rập Xê Út, Israel, Jordan và UAE. Đây là phân loài báo nhỏ nhất. - Tây Á: Israel, Kuwait, Liban, Jordan, Oman, Ả Rập Xê Út, Syria, UAE, Yemen; tuyệt chủng tại bán đảo Sinai thuộc Ai Cập |          |
| Báo Ba Tư (P. p. saxicolor), còn gọi là báo Trung Á hay báo Caucasia  | Sinh sống tại Kavkaz, Turkmenistan, Afghanistan và phía bắc Iran. Đây là phân loài báo lớn nhất. - Tây Á: Armenia, Azerbaijan, Iran, Iraq, Gruzia, Nga và Thổ Nhĩ Kỳ - Trung Á: Turkmenistan và Uzbekistan - Nam Á: Afghanistan và Pakistan |          |
| Báo Hoa Bắc (P. p. japonensis), cũng gọi đơn giản là báo Trung Quốc   | chỉ bản địa tại miền trung và miền bắc Trung Quốc. Là một trong những phân loài báo kích thước vừa. - Đông Á: Trung Quốc |          |
| Báo Amur (P. p. orientalis), còn gọi là báo viễn đông hay báo Siberia | ngày nay chỉ tìm được ở khu vực lạnh giá viễn Đông Nga và Đông bắc Trung Quốc. Đây là phân loài báo cực kỳ nguy cấp nhất, và một trong những loài động vật nguy cấp trên thế giới. Hiện đã tuyệt chủng tại Bán đảo Triều Tiên.. - Bắc Á: Trung Quốc và Siberia; tuyệt chủng tại Triều Tiên và Hàn Quốc |          |
| Báo hoa mai Đông Dương (P. p. delacouri), còn gọi là báo Hoa Nam      | Trải rộng tại lục địa Đông Nam Á và Hoa Nam. - Đông Nam Á: Trung Quốc, Campuchia, Lào, Malaysia, Myanmar, Thái Lan, Việt Nam |          |
| Báo Java (P. p. melas)                                                | Phân loài chỉ sống ở Indonesia. Tìm được trên đảo Java của Indonesia.. Đây là một trong những phân loài báo cực kỳ nguy cấp nhất. - Đông Nam Á: Indonesia |          |
| Báo hoa mai Sri Lanka (P. p. kotiya)                                  | chỉ tìm được tại Sri Lanka. - Nam Á: Sri Lanka |          |

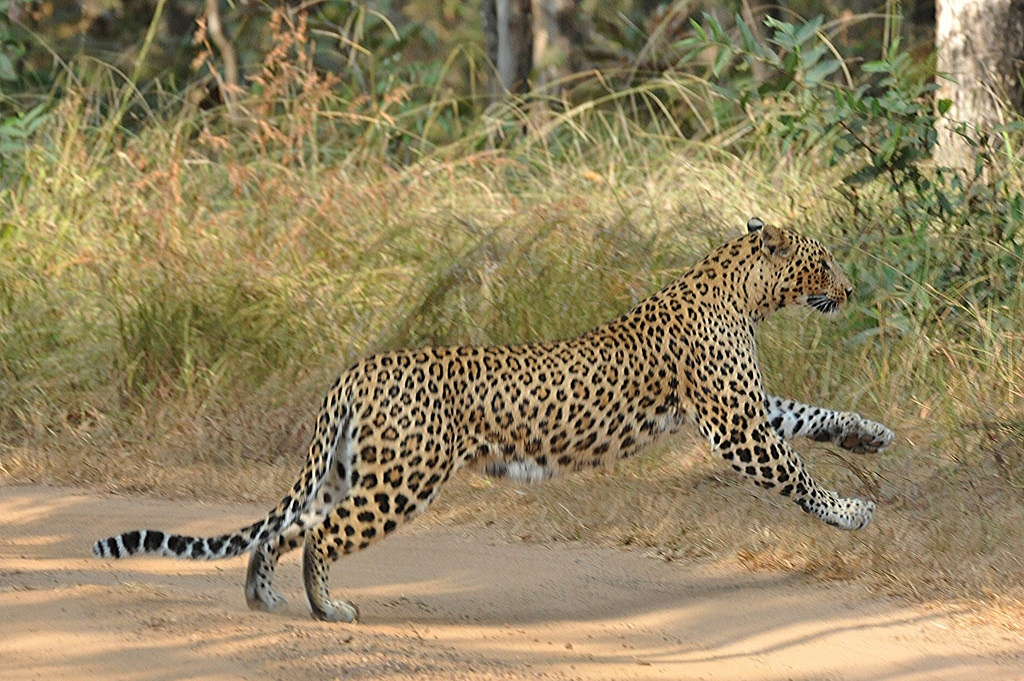
Một con báo hoa mai đang chạy

Một phân tích hình thái đặc tính hộp sọ báo đưa đến hai phân loài hợp lệ thêm:
- Báo Anatolia (P. p. tulliana) (Valenciennes, 1856) sinh sống tại miền tây Thổ Nhĩ Kỳ
- Báo Balochistan (P. p. sindica) (Pocock, 1930) sống ở Pakistan, cũng có thể rải rác nhiều nơi tại Afghanistan và Iran

Quần thể báo châu Phi dưới đây từng được xem là phân loài cho đến năm 1996:
- Báo Barbary (P. p. panthera) (Schreber, 1777)
- Báo Sinai (P. p. jarvasi) (Pocock, 1932)
- Báo Zanzibar (P. p. adersi) (Pocock, 1932)

Phân loài báo nhỏ nhất là báo Ả Rập. Con cái trưởng thành nặng ít nhất 18 kg (40 lb). Phân loài lớn, trong đó con đực nặng đến 91 kg (201 lb), là báo Sri Lanka và báo Ba Tư. Khu vực sinh sống của phân loài báo lớn thiếu vắng hổ và sư tử, báo hoa ở phía trên cùng của chuỗi thức ăn không hạn chế cạnh tranh từ con mồi lớn.

## Đặc điểm

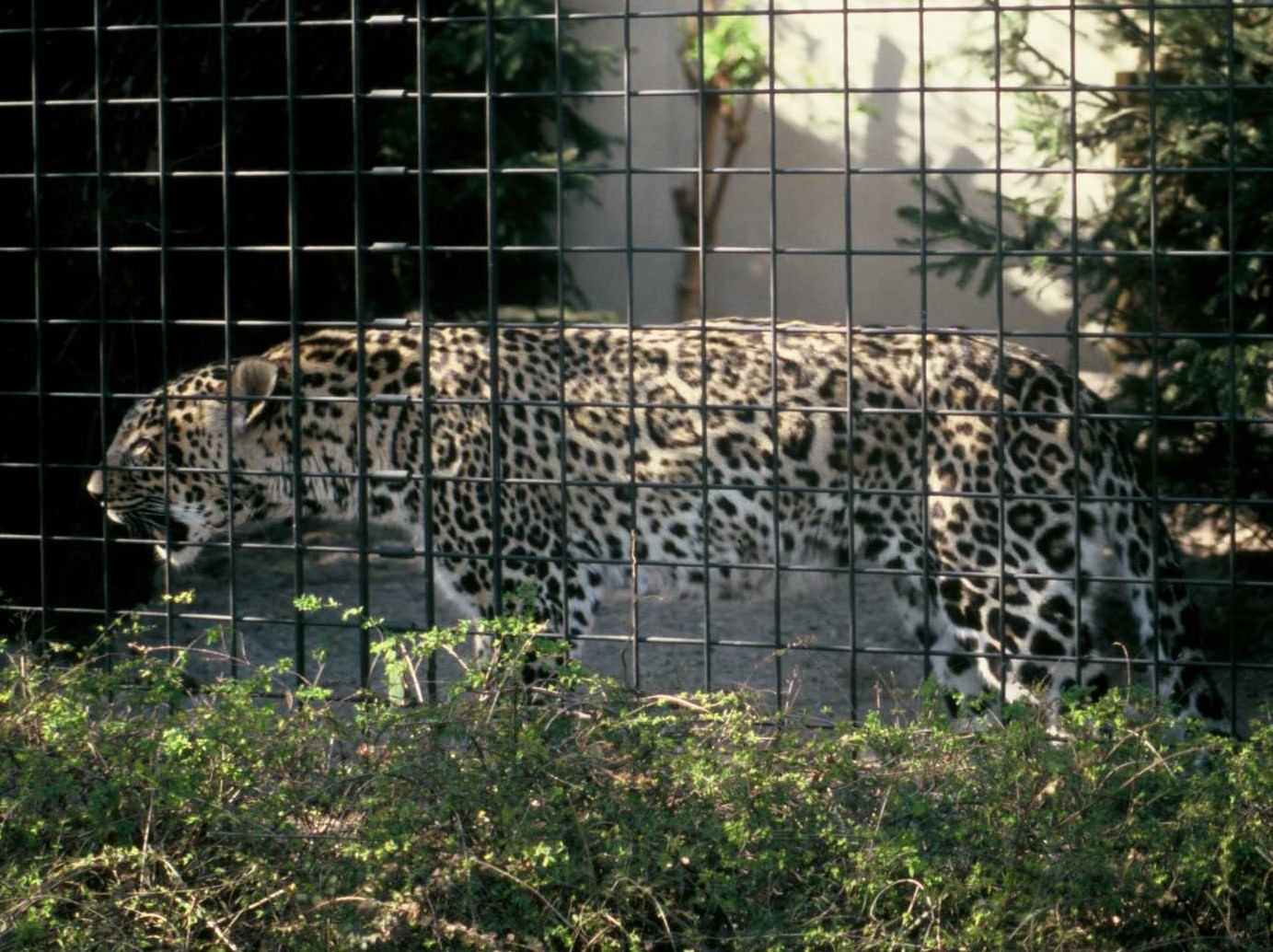
Một con báo Ba Tư đực với một bộ lông không điển hình (ở vườn thú Wilhelma, Đức). Lưu ý rằng các hoa thị lớn tương tự như của báo đốm Mỹ.

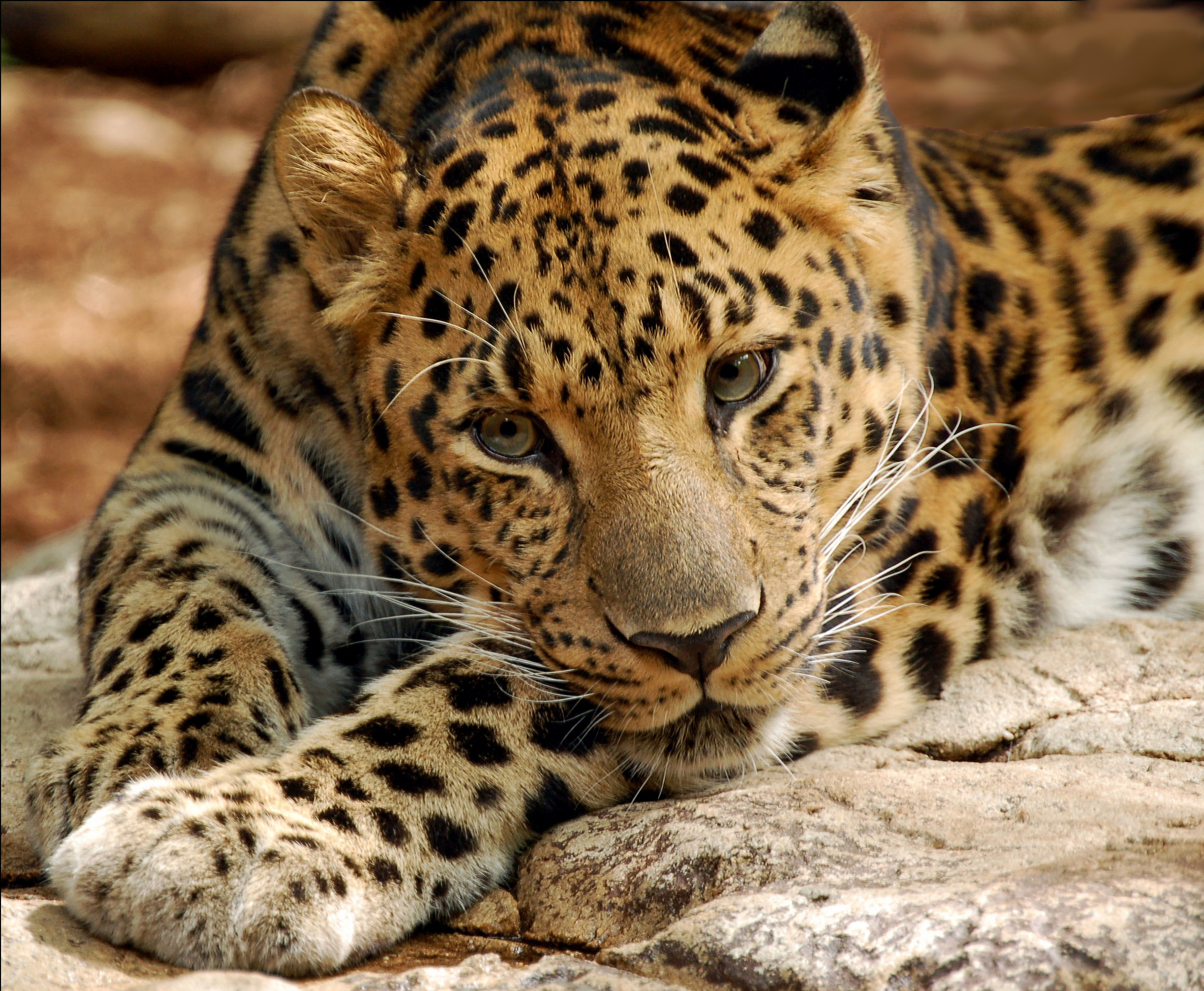
Báo hoa mai Amur

Màu da của báo đốm thay đổi theo khí hậu và môi trường sống từ vàng nhạt đến nâu vàng hoặc vàng. Phần lớn báo hoa mai có màu nâu hay nâu vàng nhạt với các đốm đen, nhưng lớp lông của chúng thì rất đa dạng. Các đốm có xu hướng nhỏ hơn về phía đầu, lớn hơn và có tâm nhạt ở phía thân. Báo đốm sống trong rừng có màu lông tối hơn những cá thể trong môi trường sống khô cằn. Các đốm mờ dần về phía dưới bụng trắng và phần bên trong và phần dưới của chân. Những mảng đốm nổi bật nhất là ở mặt sau, sườn và thân sau. Đốm có hình tròn trong quần thể báo hoa mai Đông Phi, và có xu hướng vuông ở Nam Phi và lớn hơn trong quần thể báo châu Á. Bộ lông có xu hướng có tông màu xám ở vùng khí hậu lạnh hơn và có màu vàng đậm hơn trong môi trường sống của rừng mưa nhiệt đới.
Đuôi chóp màu trắng của nó dài khoảng 60–100 cm (24–39 in), bên dưới màu trắng và có những đốm tạo thành các dải không hoàn chỉnh về phía đuôi. Lông của chúng thường mềm và dày, đáng chú ý là ở bụng mềm hơn ở lưng. Chúng có xu hướng phát triển dài hơn ở vùng khí hậu lạnh hơn. Những sợi lông bảo hộ sẽ bảo vệ những sợi lông cơ bản là ngắn (3-4 milimet (0,12-0,16 in)) ở mặt và đầu, và tăng chiều dài về phía sườn và bụng lên khoảng 25–30 mm (0,98-1,18 in). Những cá thể vị thành niên có bộ lông xù và xuất hiện màu tối do các đốm được sắp xếp dày đặc.

### Sự khác biệt về màu sắc
Những con báo hoa mai có bộ lông đen cũng được gọi là báo đen. Pseudomelanism (chủ nghĩa phong phú) cũng xảy ra ở báo. Hắc tố trong báo hoa mai được di truyền như một đặc điểm tương đối lặn đối với dạng đốm. Giao phối trong báo đen tạo ra kích thước lứa nhỏ hơn đáng kể so với được tạo ra bởi các cặp thông thường. 

Hắc tố ở loài báo hoa mai, còn gọi là báo đen.

Báo đen phổ biến trong rừng mưa xích đạo của bán đảo Mã Lai và rừng mưa nhiệt đới trên sườn của một số ngọn núi châu Phi như núi Kenya. Từ tháng 1 năm 1996 đến tháng 3 năm 2009, báo hoa mai Đông Dương được chụp ảnh tại 16 địa điểm trên bán đảo Mã Lai trong nỗ lực lấy mẫu của hơn 1000 đêm bẫy máy ảnh. Trong số 445 bức ảnh của báo hoa mai, có 410 bức đến từ các địa điểm nghiên cứu ở phía nam eo đất Kra, nơi hình thái phi hắc tố không bao giờ được chụp ảnh. Dữ liệu này cho thấy sự cố định gần của các alen tối trong khu vực. Thời gian dự kiến cho sự cố định của alen lặn này do sự trôi dạt di truyền một mình dao động từ khoảng 1.100 năm đến khoảng 100.000 năm. Pseudomelanism cũng đã được báo cáo ở báo.
Báo hoa mai có lông màu đỏ rất hiếm khi được báo cáo. Hình thức này được gọi là báo 'dâu tây' do màu sắc của nó, gây ra bởi một điều kiện di truyền ít được hiểu là gây ra sự sản xuất quá mức của các sắc tố màu đỏ hoặc sự sản xuất của các sắc tố đen. Một đánh giá các tài liệu cho thấy rằng có năm hồ sơ lịch sử từ Ấn Độ, và bảy hồ sơ nữa trong hai thập kỷ qua từ Nam Phi, với bức ảnh đầu tiên được chụp tại Khu bảo tồn Madikwe của Nam Phi.

### Các đặc điểm phân biệt

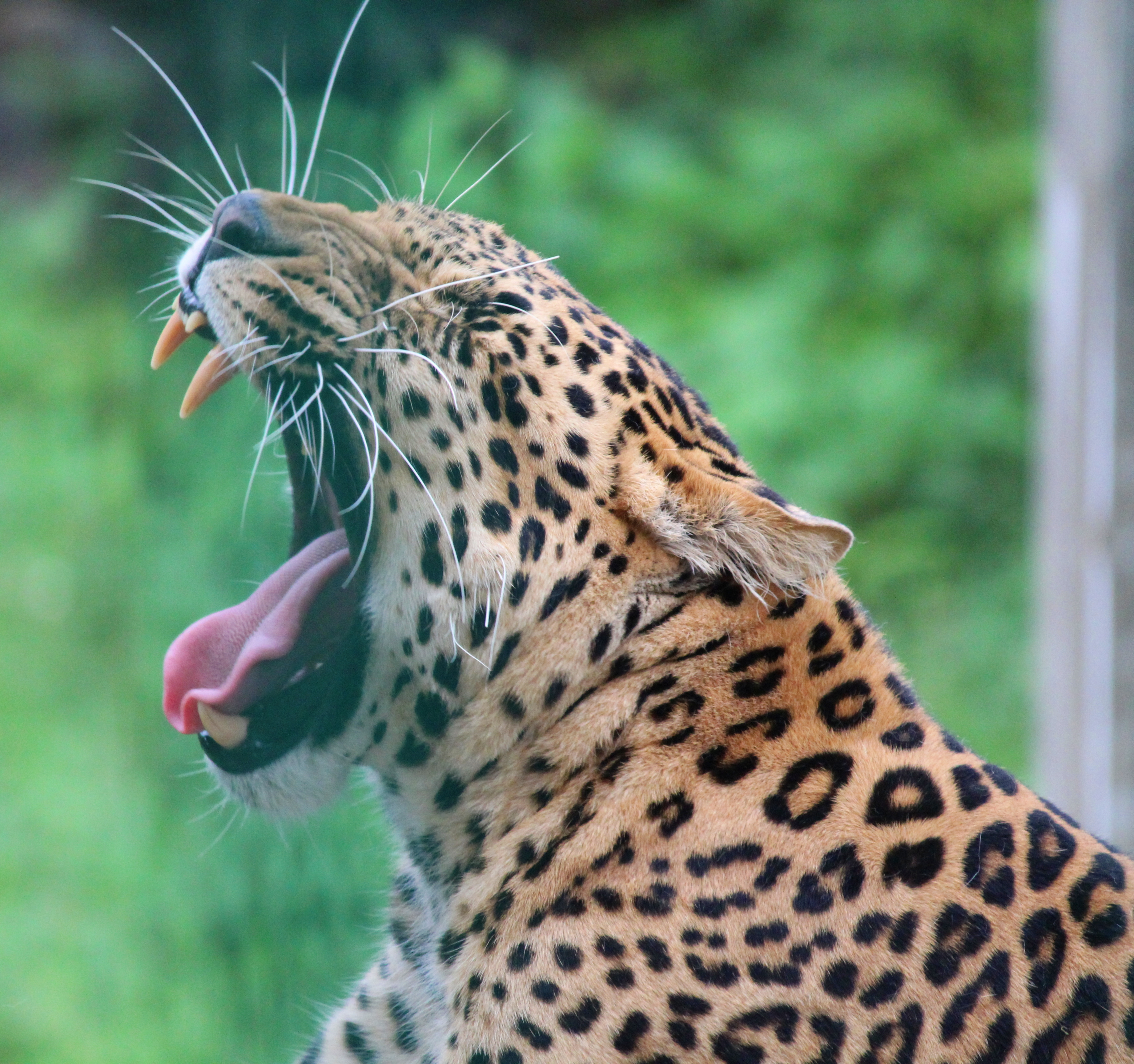
Một con báo hoa mai để lộ hàm răng khi ngáp

Thông thường, những con mèo khổng lồ này hay bị nhầm lẫn với nhau, những con "mèo đốm" này là một ví dụ cụ thể. Báo gấm, Báo đốm Mỹ, báo đốm châu Phi (báo săn) và báo hoa mai thường hay bị nhầm với nhau.
Báo gấm có thể được phân biệt bằng các "đám mây" khuếch tán so với các đốm nhỏ hơn và khác biệt của báo hoa mai, chân dài hơn và đuôi mỏng hơn.
Báo hoa mai có thể dễ dàng phân biệt với họ hàng gần là báo đốm Mỹ nếu người ta biết nhìn vào những điểm cần thiết. Phần lớn báo hoa mai không có đốm trong các hoa thị mà báo đốm Mỹ luôn luôn có. Hơn nữa, báo đốm Mỹ có miếng đệm chân lớn hơn và tròn hơn và hộp sọ lớn hơn. Báo hoa mai Amur và báo hoa mai Hoa Bắc thỉnh thoảng là ngoại lệ. Báo hoa mai nhỏ hơn và ít rắn chắc hơn báo đốm Mỹ, mặc dù chúng chắc nịch hơn báo gêpa. Bên cạnh những biểu hiện bề ngoài thì báo hoa mai và báo đốm Mỹ còn khác nhau về thói quen sinh sống. Báo đốm Mỹ, đã quen với cuộc sống trong các rừng mưa nhiệt đới, thích sống gần nước, trong khi báo hoa mai thông thường là tránh ẩm ướt, và là sống trên cây nhiều hơn.
Báo săn, mặc dù sống lẫn trong khu vực sinh sống của báo hoa mai, cũng rất dễ phân biệt. Báo hoa mai nặng hơn, rắn chắc hơn, có đầu to (theo tỷ lệ với cơ thể), và có các hoa thị hơn là các đốm. Hơn nữa, báo hoa mai thiếu những vệt rách trên khuôn mặt đặc trưng của báo săn.

### Kích thước và trọng lượng
Báo hoa mai có hình dạng lưỡng hình giới tính, con đực to và nặng hơn con cái. Ngoại hình của chúng khá cơ bắp, với các chi tương đối ngắn và một cái đầu rộng. Con đực tính từ vai cao khoảng 60–70 cm (24–28 in), trong khi con cái cao 57–64 cm (22–25 in). Chiều dài đầu và thân thường từ 90 đến 190 cm (35 đến 75 in). Trong khi con đực nặng từ 37–90 kg (82-198 lb) thì con cái nặng từ 28–60 kg (62-132 lb). Các phép đo này thay đổi theo địa lý.
Thông thường, báo đốm có kích thước lớn hơn ở những khu vực chúng đứng đầu chuỗi thức ăn, không bị hạn chế cạnh tranh từ những kẻ săn mồi lớn hơn như sư tử và hổ. Tuy nhiên, theo Alfred Edward Pease, báo hoa mai ở Bắc Phi có kích thước tương đương sư tử. Có một báo cáo vào năm 1913 về một con báo đốm Algeria có kích thước khoảng 8 ft 10 in (269 cm), trước khi bị lột da. Để so sánh, sư tử đực thường dài khoảng 170–298 cm (5 ft 7–9 ft 9 in).
Trọng lượng tối đa của một con báo hoa mai là khoảng 96 kg (212 lb), được ghi nhận ở Nam Phi. Nó được ghép với một con báo Ấn Độ bị giết ở Himachal Pradesh vào năm 2016 với chiều dài là 262 cm (8 ft 7 in).

## Phân bố và môi trường sống

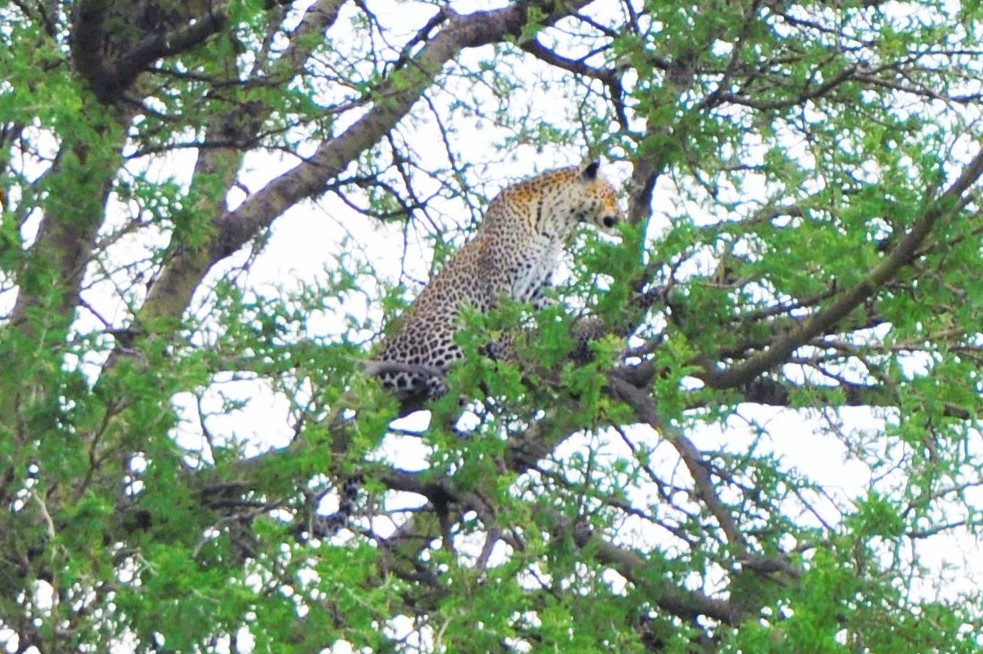
Báo cái và con của nó ở trảng cỏ Serengeti.

Báo hoa mai có sự phân bố lớn nhất trong số tất cả các loài mèo hoang dã, xuất hiện rộng rãi ở châu Phi cũng như miền đông và miền nam châu Á, mặc dù quần thể đã cho thấy một xu hướng giảm dần, và bị chia cắt bên ngoài châu Phi Hạ Sahara. Ở châu Phi Hạ Sahara, loài này vẫn còn rất nhiều và thậm chí phát triển mạnh trong môi trường sống nơi những con mèo lớn khác đã biến mất, mặc dù có nhiều khả năng xảy ra xung đột giữa người và báo do báo thường tấn công gia súc. Các quần thể ở Bắc Phi có thể đã bị tuyệt chủng. Dữ liệu về phân phối của chúng ở châu Á không nhất quán. Quần thể ở Tây Nam Á và Trung Á rất nhỏ và phân mảnh; ở phía đông bắc, chúng đang bị đe dọa nghiêm trọng. Ở tiểu lục địa Ấn Độ, Đông Nam Á và Trung Quốc, báo hoa mai vẫn còn tương đối phong phú. Trong số các loài họ mèo nói chung, số lượng của chúng lớn hơn các loài Panthera khác, những loài mà hầu như tất cả đều phải đối mặt với các mối quan tâm bảo tồn cấp tính hơn.
Mặc dù số lượng lớn của chúng, loài thú săn đêm và sống trên cây này rất khó nhìn thấy trong tự nhiên. Có thể là khu vực có nhiều nhất là vườn quốc gia Yala ở Sri Lanka, ở đó có mật độ báo hoa mai hoang cao nhất thế giới, nhưng thậm chí ngay cả ở đây thì việc nhìn thấy chúng không phải lúc nào cũng có.
Báo hoa mai có khả năng thích nghi đặc biệt, mặc dù môi trường sống của chúng chủ yếu gắn với những đồng cỏ xavan và rừng nhiệt đới. Các quần thể thường phát triển mạnh ở bất cứ nơi nào trong phạm vi của loài nơi đồng cỏ, rừng thưa và rừng ven sông hầu như không bị xáo trộn. Ở Viễn Đông Nga, chúng sống trong các khu rừng lá kim ôn đới nơi nhiệt độ mùa đông xuống thấp tới −25 °C (−13 °F). Chúng cũng thích nghi rất tốt trong một số khu rừng nhiệt đới ẩm nhất thế giới và cả rìa sa mạc nửa khô cằn.
Báo hoa mai ở phía tây và Trung Á tránh các sa mạc và các khu vực có tuyết phủ dài và các khu vực gần trung tâm đô thị. Ở Ấn Độ, quần thể báo đôi khi sống khá gần các khu định cư của con người và thậm chí ở các khu vực bán phát triển. Mặc dù đôi khi thích nghi với sự xáo trộn của con người, báo hoa mai đòi hỏi quần thể con mồi dồi dào và lớp phủ thực vật thích hợp để săn mồi để tồn tại kéo dài và do đó hiếm khi nán lại ở các khu vực phát triển mạnh quá lâu. Do tài sống lén lút siêu hạng của báo hoa mai, mọi người thường không biết rằng những con mèo lớn này đang sống gần nơi ở của họ.

## Sinh thái học

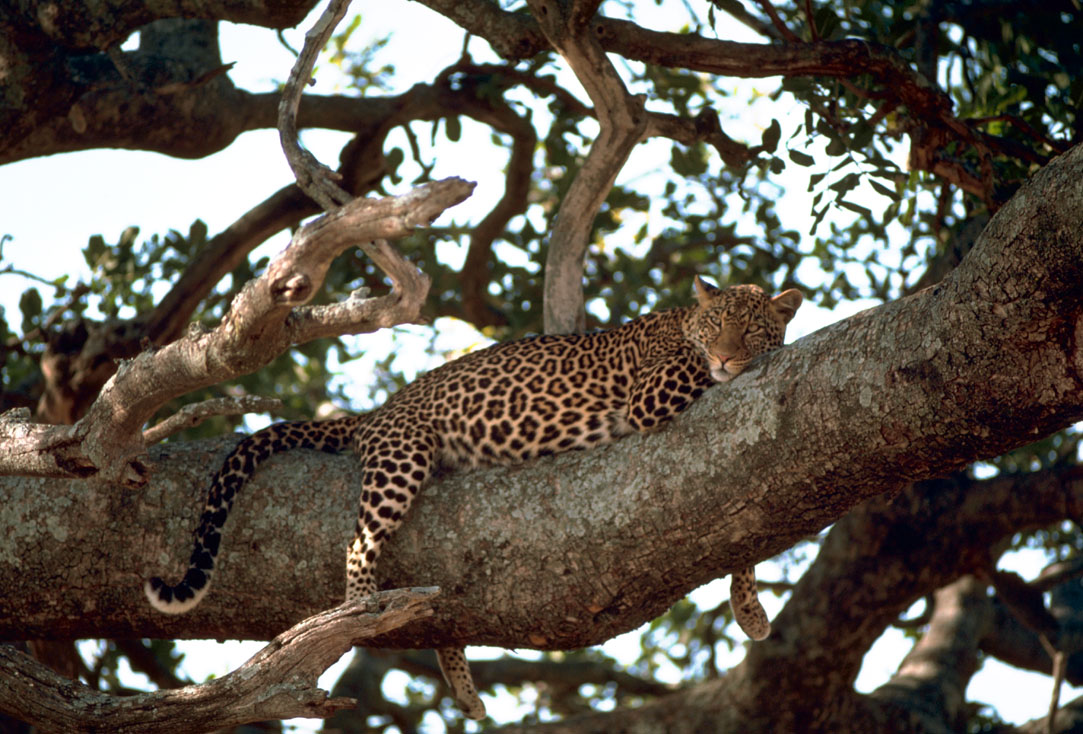
Một con báo hoa đang nằm nghỉ trên cây

Báo hoa mai hoạt động chủ yếu từ hoàng hôn đến bình minh và nghỉ ngơi hầu hết thời gian trong ngày và trong một số giờ vào ban đêm trong bụi cây, giữa các tảng đá hoặc trên cành cây. Báo hoa mai đã được quan sát thấy đã đi bộ từ 1–25 km (0,62-15.53 mi) trên phạm vi của chúng vào ban đêm; chúng thậm chí có thể đi lang thang tới 75 km (47 dặm) nếu bị làm phiền. Ở một số vùng, chúng là loài ăn đêm. Trong các khu rừng phía tây châu Phi, chúng đã được quan sát thấy phần lớn là đi săn vào ban ngày nhưng là trong lúc chạng vạng, khi con mồi của chúng đã hoạt động; mô hình hoạt động khác nhau giữa các mùa.
Báo hoa mai được biết đến với khả năng leo trèo tốt và được quan sát thấy thường nghỉ ngơi trên cành cây vào ban ngày, kéo lê những con mồi mà chúng săn được và mang lên đó, và giấu ở ngọn cây. Chúng là những tay bơi lội cự phách, mặc dù không thích bơi lội như một số loài mèo lớn khác, chẳng hạn như hổ. Chúng rất nhanh nhẹn và thường chạy với tốc độ hơn 58 km/h (36 dặm/giờ), mặc dù có thể chạy với tốc độ tối đa lên đến 90 km/h nếu địa hình thuận lợi. Chúng nhảy xa hơn 6 m (20 ft) theo chiều ngang và nhảy cao tới 3 m (9,8 ft) theo chiều dọc.

### Tập tính xã hội
Báo hoa mai sống đơn độc trong lãnh thổ của mình. Những cá thể trưởng thành chỉ liên kết trong mùa giao phối. Con cái tiếp tục sống với con của nó ngay cả sau khi cai sữa, và đã được quan sát thấy việc chia sẻ con mồi với báo con khi chúng không thể bắt được bất kỳ con mồi nào. Trong vườn quốc gia Kruger, hầu hết báo hoa mai có xu hướng giữ cách nhau 1 km (0,62 mi). Con đực đôi khi tương tác với các đối tác và đàn con của chúng, và đặc biệt điều này có thể kéo dài đến hai thế hệ. Các cuộc chạm trán hung hăng rất hiếm, thường giới hạn trong việc bảo vệ các vùng lãnh thổ khỏi những kẻ xâm nhập. Trong một khu bảo tồn ở Nam Phi, một con báo đực bị thương trong trận chiến lãnh thổ với một cá thể khác để tranh giành một con mồi đã chết. Một vài trường hợp ăn thịt đồng loại đã được báo cáo.
Báo hoa mai giao tiếp với nhau trên cỏ cao bằng những đốm trắng trên tai và đuôi. Chúng tạo ra một số tiếng kêu, bao gồm tiếng gầm gừ, tiếng meo meo và tiếng rít. Chuỗi gầm của báo bao gồm chủ yếu là tiếng lách cách và còn được gọi là "cưa", được mô tả giống như âm thanh của gỗ xẻ. Đàn con được biết gọi mẹ bằng âm thanh urr-urr.
Con đực chiếm lãnh thổ thường chồng lấn với một vài lãnh thổ nhỏ hơn của con cái, có lẽ là một chiến lược để tăng cường khả năng tiếp cận với con cái. Ở Bờ Biển Ngà, phạm vi lãnh thổ của con cái hoàn toàn bị bao quanh bởi lãnh thổ của những con báo đực. Con cái sống với đàn con trong các lãnh thổ chồng chéo lên nhau, có lẽ là do sự liên kết giữa mẹ và con của chúng. Có thể có một vài lãnh thổ biến động khác, thuộc về các cá thể trẻ. Không rõ liệu các lãnh thổ của con đực có chồng chéo nhiều như con cái hay không. Các cá thể thường cố gắng xua đuổi những kẻ xâm nhập cùng giới tính.
Một nghiên cứu về báo hoa mai ở các trang trại ở Namibia cho thấy kích thước của các vùng lãnh thổ không bị ảnh hưởng đáng kể bởi giới tính, mô hình mưa hoặc mùa; kết luận rằng khả năng sẵn có của con mồi trong một khu vực càng cao, mật độ dân số của báo và kích thước lãnh thổ càng nhỏ, nhưng các vùng lãnh thổ có xu hướng mở rộng nếu có sự can thiệp của con người (đáng chú ý là cao trong khu vực nghiên cứu). Kích thước lãnh thổ thay đổi theo địa lý và tùy thuộc vào môi trường sống và sự sẵn có của con mồi. Ở Serengeti, chúng có kích thước nhỏ từ 33-38 km2 (13-15 dặm) đối với con đực và 14-16 km2 (5,4-6,2 dặm vuông) đối với con cái, và lớn tới 451 km2 (174 dặm vuông) đối với con đực và 188 km2 (73 dặm vuông) đối với con cái ở đông bắc Namibia. Chúng thậm chí còn lớn hơn ở các khu vực khô cằn và nhiều đồi núi. Các lãnh thổ được ghi nhận tại vườn quốc gia Bardia của Nepal, 48 km2 (19 dặm vuông) đối với con đực và 5-7 km2 (1,9-2,7 dặm vuông) đối với con cái, nhỏ hơn so với những gì thường thấy ở châu Phi.

### Sinh sản và vòng đời
Tùy thuộc vào khu vực, báo hoa mai có thể giao phối quanh năm. Ở Mãn Châu và Siberia, chúng giao phối trong tháng 1 và tháng 2. Chu kỳ động dục kéo dài khoảng 46 ngày và con cái thường động đực trong 6-7 ngày. Thời gian mang thai kéo dài trong 90 đến 105 ngày. Đàn con thường được sinh ra trong một lứa 2-4 con. Tỷ lệ tử vong của con non được ước tính là 41-50% trong năm đầu tiên.
Con cái sinh ra trong một hang động, kẽ hở giữa những tảng đá, cây rỗng hoặc bụi cây để làm hang. Đàn con được sinh ra với đôi mắt còn nhắm, chỉ mở sau bốn đến chín ngày sau khi sinh. Bộ lông của con non có xu hướng dài và dày hơn so với con trưởng thành. Xương chậu của chúng cũng có màu xám hơn với các đốm ít xác định hơn. Khoảng ba tháng tuổi, báo con bắt đầu theo mẹ đi săn. Khi được một tuổi, chúng có thể tự lo cho mình, nhưng vẫn ở với mẹ trong 18-24 tháng.
Tuổi thọ trung bình điển hình của báo hoa mai là từ 12 đến 17 năm. Con báo hoa mai được ghi nhận sống lâu nhất là một con cái tên Roxanne sống trong điều kiện nuôi nhốt tại Khu bảo tồn Động vật hoang dã McCarthy ở The Acreage, Palm Beach County, Florida. Nó qua đời ngày 8 tháng 8 năm 2014 ở tuổi 24, 2 tháng và 13 ngày. Điều này đã được xác nhận bởi Kỷ lục Guinness thế giới. Trước đây, con báo được ghi nhận thọ nhất là một con cái tên là Bertie sống trong điều kiện nuôi nhốt tại Sở thú Warsaw. Nó qua đời vào tháng 12 năm 2010 ở tuổi 24. Con báo đực già nhất được ghi nhận làà 9,3 năm.kiojoihohuig

### Chế độ ăn
Báo hoa mai phụ thuộc chủ yếu vào các giác quan nhạy bén của nó là thính giác và thị giác để săn mồi. Lối sống và thức ăn của chúng khác với các loài mèo khổng lồ khác. Chúng có khả năng săn trên cây cũng như trên mặt đất. Chúng chủ yếu đi săn vào ban đêm ở hầu hết các khu vực. Trong các khu rừng phía tây châu Phi và Vườn quốc gia Tsavo, báo hoa mai cũng được quan sát thấy đi săn mồi vào ban ngày.
Báo hoa mai là loài động vật ăn thịt có thể săn bắt nhiều chủng loại con mồi hơn bất kỳ các loài mèo lớn nào khác với kĩ năng săn mồi điêu luyện, chúng có thể ăn từ những động vật nhỏ như côn trùng, động vật gặm nhấm, cá đến những con thú thậm chí to lớn hơn chúng. Báo hoa mai nhìn chung thích săn những con mồi cỡ trung bình với khối lượng cơ thể dao động từ 10–40 kg (22-88 lb). Các con mồi trong phạm vi trọng lượng này có xu hướng tồn tại trong môi trường sống dày đặc và hình thành các đàn nhỏ. Những con mồi thích các khu vực mở và phát triển các bản năng tự vệ đáng kể ít được báo ưa thích hơn. Hơn 100 con mồi khác nhau đã được ghi lại. Những con báo hoa mai ở châu Phi thường săn linh dương Impala, linh dương Thomson, linh dương hoẵng, linh dương Steenbok, linh dương bụi rậm, lợn nanh sừng châu Phi, cheo cheo nước, linh dương đầu bò xanh, linh dương Sitatunga, linh dương lùn Bates, lợn đất, linh dương Nyala, và linh dương vằn Kudu; trong khi nai, hươu đốm, mang, linh dương bốn sừng, dê núi sừng ngắn Nilgiri và thậm chí là cả bò tót và lợn rừng là con mồi của chúng ở châu Á. Tài leo cây giúp báo hoa săn được cả những loài linh trưởng bao gồm khỉ Colobus đen trắng, Cercopithecus, voọc, và ít thường xuyên hơn là khỉ đột và khỉ đầu chó. Các động vật có vú nhỏ được săn bắt bao gồm chó rừng lưng đen, cáo Cape, cầy hương châu Phi, thỏ đồng, nhím, Procavia capensis. Những con mồi lớn như một con hươu cao cổ nặng 550 kg (1.210 lb) có thể bị báo hoa mai săn đuổi nếu những con thú ăn thịt lớn hơn như sư tử hoặc hổ vắng mặt. Con mồi lớn nhất bị giết bởi một con báo hoa mai được cho là một con nai Taurotragus đực nặng 900 kg (2.000 lb).
Báo hoa mai rình rập con mồi một cách kiên trì và cố gắng tiếp cận càng gần càng tốt, thường là trong phạm vi 5 m (16 ft) đến mục tiêu, và cuối cùng vồ lấy nó và giết chết nó bằng cách làm cho nghẹt thở. Nó giết chết con mồi nhỏ bằng một vết cắn sau gáy, nhưng khi giết con vật lớn thì chúng sẽ cắn vào cổ họng hoặc bóp cổ con mồi. Nó có thể bắt con mồi lớn nhờ hộp sọ khổng lồ và cơ hàm mạnh mẽ, và do đó đủ mạnh để kéo cái xác nặng hơn chính nó lên cây; người ta từng thấy nó có thể tha con mồi nặng gấp ba lần nó lên cây, một cá thể đã được nhìn thấy đã lôi một con hươu cao cổ trẻ, nặng gần 125 kg (276 lb), cao 5,7 m (19 ft) lên một cái cây. Con mồi được lưu trữ cách nhau tối đa 2 km (6.600 ft). Con mồi nhỏ thường được báo ăn hết ngay lập tức, trong khi con mồi lớn hơn bị kéo lê hơn vài trăm mét và được giấu an toàn trong cây, bụi rậm hoặc thậm chí là hang động để tiêu thụ dần sau đó. Cách thức con mồi được giấu phụ thuộc vào địa hình địa phương và sở thích cá nhân; trong khi cây được ưa thích ở vườn quốc gia Kruger, bụi cây được ưa thích ở địa hình đồng bằng của Kalahari.
Các phân tích về loài báo hoa mai ở vườn quốc gia Taï tiết lộ rằng các loài linh trưởng trừ tinh tinh và vượn gấu là con mồi chính của báo trong ngày. Trong một khu rừng bảo tồn ở miền nam Ấn Độ, các loài được săn lùng bởi báo hoa mai, sói đỏ và linh cẩu vằn chồng chéo đáng kể. 

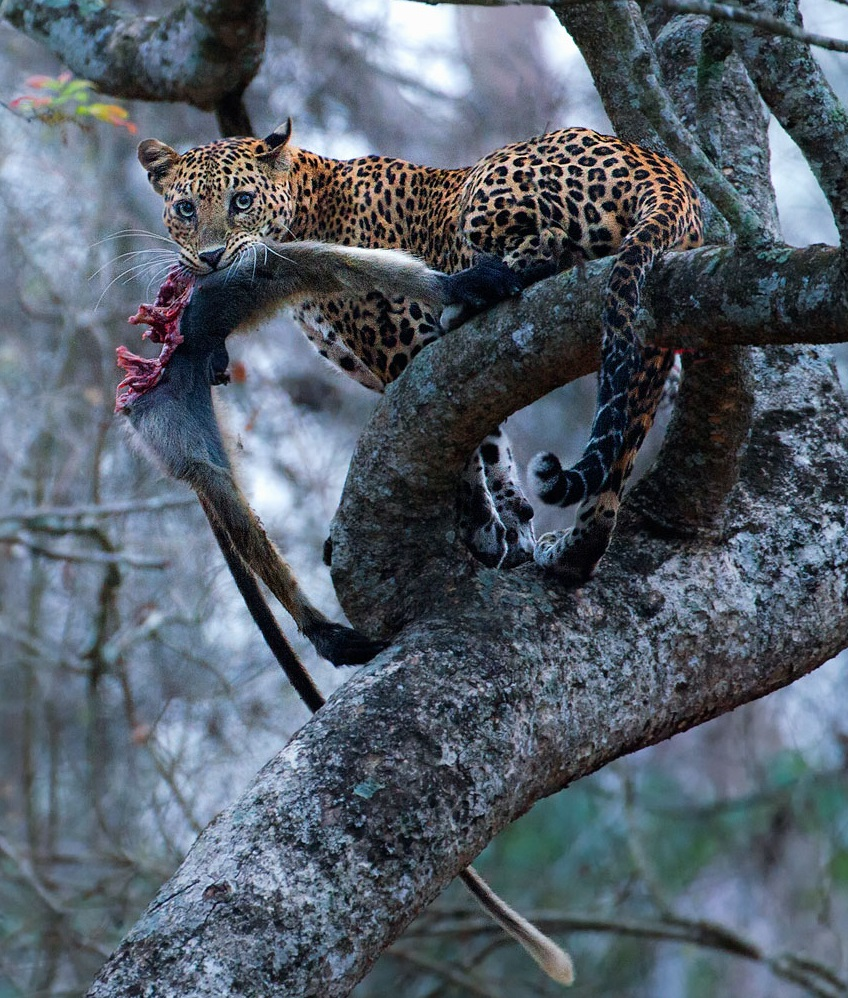
Báo hoa mai săn khỉ

Một nghiên cứu tại Khu bảo tồn thiên nhiên Ngọa Long ở miền nam Trung Quốc đã chứng minh sự thay đổi trong chế độ ăn của báo theo thời gian; trong suốt bảy năm, lớp phủ thực vật đã giảm đi và báo hoa mai chuyển cơ hội từ con mồi chủ yếu hươu mũ lông sang tấn công Tông Dúi và con mồi nhỏ hơn khác. Một nghiên cứu ước tính tỷ lệ tiêu thụ trung bình hàng ngày ở mức 3,5 kg (7,7 lb) đối với con đực và 2,8 kg (6,2 lb) đối với con cái. Một nghiên cứu ở miền nam Kalahari cho thấy báo hoa mai đáp ứng nhu cầu nước của chúng bằng chất dịch cơ thể của con mồi và thực vật mọng nước; chúng uống nước hai đến ba ngày một lần và ăn không thường xuyên trên các loại cây giàu ẩm như dưa chuột gembok (Acanthosicyos naudinianus), dưa hấu (Citrullus lanatus) và cỏ chua Kalahari (Schmidtia kalahariensis). Một vài trường hợp ăn thịt đồng loại đã được báo cáo.
Những trường hợp báo hoa mai ăn thịt những con gấu con ở châu Á đã được báo cáo. Những con gấu trúc lớn chưa trưởng thành có trọng lượng lên tới 50 kg (110 lb) cũng có thể dễ bị tấn công bởi báo. Báo hoa mai thậm chí săn cả chó nên những người nuôi chó trong những vùng có báo hoa mai thường khôn ngoan giữ chúng trong các cũi để đảm bảo an toàn cho chúng vì báo hoa mai được biết như là những kẻ thèm thịt chó và sẵn sàng liều lĩnh xông vào nhà dân để giết chó nuôi.

### Thiên địch
Báo hoa mai phải tranh giành thức ăn và nơi trú ẩn với các loài săn mồi lớn khác như hổ, sư tử, báo săn, linh cẩu đốm, linh cẩu vằn, linh cẩu nâu, tới năm loài gấu khác nhau và cả chó hoang châu Phi và châu Á. Những con vật này có thể đánh cắp con mồi của báo, giết chết con non hoặc thậm chí giết cả những con báo trưởng thành. Báo hoa mai cùng tồn tại bên cạnh những kẻ săn mồi lớn khác bằng cách săn lùng nhiều loại con mồi khác nhau và cố gắng tránh các khu vực mà các loài thú ăn thịt lớn thường lui tới. Báo hoa mai cũng có thể chủ động rút lui lên cây trước sự tấn công trực tiếp từ các loài thú ăn thịt lớn khác nhưng báo cũng có thể giết hoặc săn mồi các đối thủ cạnh tranh như chó rừng lưng đen, mèo rừng, mèo hoang châu Phi và những con non sư tử, báo săn, linh cẩu và chó hoang.

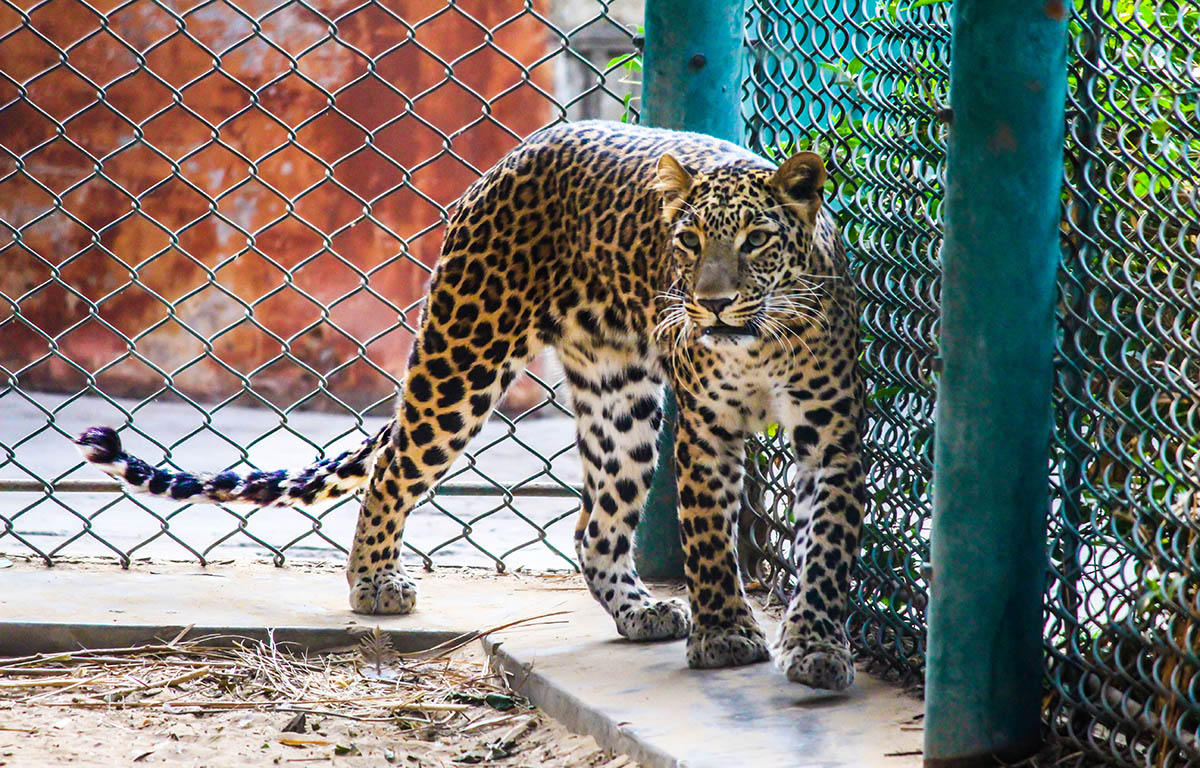
Một con báo hoa mai trong vườn thú

Trong nhiều khu vực sinh sống của chúng ở châu Phi, chúng phải tranh đấu với những loài thú ăn thịt khác như linh cẩu đốm và sư tử để giành con mồi, và không phải là điều bất thường đối với chúng khi chúng bị các con mãnh thú kia xua đuổi khỏi con mồi mà nó vừa kiếm được. Vì thế chúng thông thường sẽ tha con mồi vào chỗ tương đối an toàn ở trên cây vì nếu ăn ở trên mặt đất chúng rất dễ bị các loài mãnh thú khác như sư tử, linh cẩu cướp mất mồi.
Phân biệt con mồi xảy ra khi báo hoa mai chia sẻ phạm vi của chúng với hổ. Báo có xu hướng bắt con mồi nhỏ hơn, thường dưới 75 kg (165 lb), ở những nơi có hổ. Ở những khu vực mà báo là đối trọng với hổ, sự chung sống được báo cáo không phải là quy tắc chung, với quần thể báo thường ít hơn ở những nơi có rất nhiều hổ. Mật độ trung bình của báo giảm đáng kể (từ 9,76 xuống còn 2,07 cá thể trên 100 km2) khi mật độ trung bình của hổ tăng (từ 3,31 cá thể / 100km2 lên 5,81 cá thể / 100km2) từ năm 2004-2005 đến 2007-2008 tại vườn quốc gia Rajaji ở Ấn Độ theo sự di dời của các nông dân ra khỏi vườn quốc gia. Do ban đầu, hai loài có sự chồng chéo về chế độ ăn uống cao, và sự gia tăng số lượng hổ khiến quần thể báo giảm mạnh và thay đổi chế độ ăn của báo sang con mồi nhỏ (từ 9% đến 36%) và con mồi sống trong nhà (từ 6,8 % đến 31,8%).
Trong vườn quốc gia Chitwan của Nepal, hổ Bengal cùng tồn tại với báo Ấn Độ vì có nguồn con mồi lớn, một tỷ lệ lớn con mồi có kích thước nhỏ hơn và thảm thực vật dày đặc tồn tại. Tại đây, báo đã giết chết con mồi có trọng lượng từ dưới 25 kg (55 lb) đến 100 kg (220 lb) với hầu hết các cuộc săn trong phạm vi 25–50 kg (55-110 lb); hổ đã giết chết nhiều con mồi hơn trong phạm vi khối lượng 50–100 kg (110-220 lb). Cũng có sự khác biệt về sở thích của môi trường sống vi mô của cá thể hổ và báo sau hơn năm tháng (tháng 12 đến tháng 4); hổ sử dụng đường và (trừ tháng hai) các khu vực có rừng thường xuyên hơn, trong khi báo sử dụng các khu vực rừng đã bị đốt cháy gần đây và các khu vực mở thường xuyên hơn. Thông thường khi một con hổ bắt đầu giết mồi tại các địa điểm mà loài báo thường lui tới, báo hoa mai sẽ không còn đến và kiếm ăn ở đó nữa. 
Trong các khu rừng nhiệt đới của vườn quốc gia Nagarhole của Ấn Độ, những con hổ đã chọn con mồi nặng hơn 176 kg (388 lb), trong khi báo chọn con mồi trong phạm vi 30–175 kg (66-386 lb). Trong các khu rừng nhiệt đới, không phải lúc nào chúng cũng tránh được những con mèo lớn hơn bằng cách săn mồi vào những thời điểm khác nhau. Với con mồi tương đối phong phú và sự khác biệt về kích thước của con mồi được chọn, hổ và báo dường như cùng tồn tại thành công mà không loại trừ cạnh tranh hoặc phân cấp thống trị giữa các loài có thể phổ biến hơn đối với sự tồn tại của báo với sư tử trong môi trường hoang dã. Ở những khu vực có quần thể hổ cao, chẳng hạn như ở khu vực trung tâm của vườn quốc gia Kanha của Ấn Độ, báo không phải là cư dân thường trú, mà chỉ là tạm thời. Chúng phổ biến gần các ngôi làng ở ngoại vi của vườn quốc gia và bên ngoài vườn quốc gia.
Vào giữa thế kỷ 20, báo hoa mai Đông Bắc Á không xuất hiện hoặc rất hiếm khi gặp ở vùng Primorye thuộc vùng Viễn Đông của Nga tại những nơi mà hổ Siberia hay lang thang. Các cuộc khảo sát được thực hiện vào đầu thế kỷ 21 cho thấy phạm vi của cả hai loài chồng chéo trong khu vực này, đặc biệt là ở các khu vực được bảo vệ nơi mật độ thú móng guốc cao và sự tác động của con người thấp.
Thỉnh thoảng, cá sấu sông Nile săn báo ở mọi lứa tuổi. Một con báo lớn đã bị một con cá sấu lớn bắt và tiêu thụ trong khi cố gắng đi săn dọc theo một con sông trong vườn quốc gia Kruger. Cá sấu Mugger được báo cáo đã giết một con báo trưởng thành ở Ấn Độ. Sư tử đôi khi thành công trong việc trèo cây và cướp con mồi của báo. Báo cũng được biết là giết hoặc ăn thịt những con sư tử con. Ở hoang mạc Kalahari, báo hoa mai thường xuyên bị linh cẩu nâu cướp mồi, nếu con báo không thể kéo con mồi lên một cái cây thành công. Những con linh cẩu nâu đơn lẻ đã được quan sát thấy đang rượt và đuổi những con báo đực để cướp mồi của chúng. Những con trăn mốc được báo cáo là đã tấn công và ăn thịt báo khi một con báo trưởng thành đã được phục hồi từ dạ dày của một con trăn dài 5,5 m (18 ft).
Hai trường hợp báo hoa mai giết báo săn đã được báo cáo vào năm 2014. Ở một số khu vực ở Châu Phi, những đàn lớn của loài khỉ đầu chó lớn (bản thân chúng cũng có khả năng là con mồi của báo) sẽ giết và đôi khi ăn thịt báo nếu phát hiện ra chúng. George Schaller viết rằng ông đã nhìn thấy xác của một con báo và khỉ đột, và cả hai đều có vết thương.

## Quan hệ với con người

### Trong văn hóa

Ba con báo trên lá cờ của Shropshire, Anh.

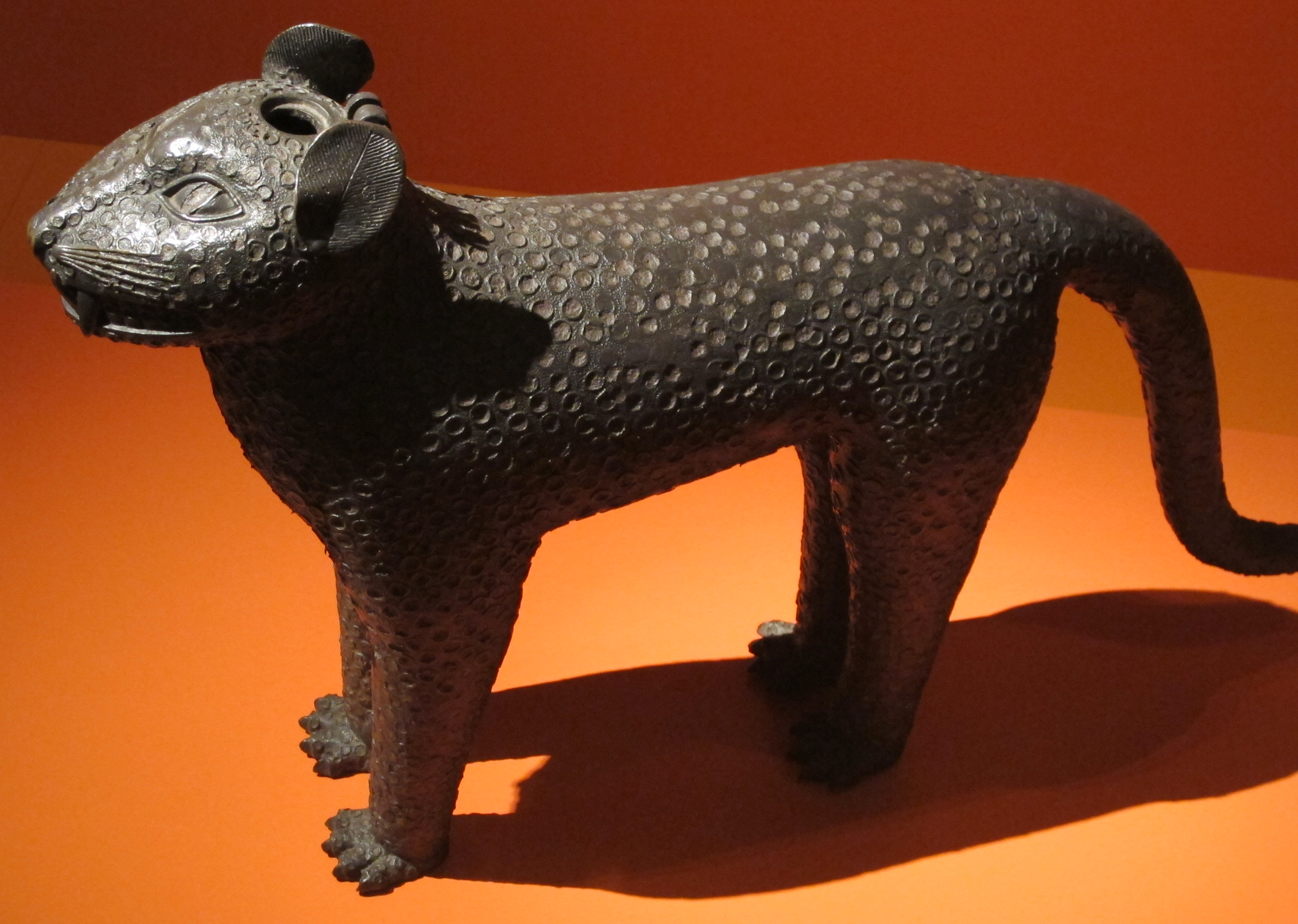
Bình nước Bénin có hình dạng của một con báo

Hình tượng báo hoa mai đã được con người sử dụng trong suốt lịch sử, và là một nét đặc trưng trong nghệ thuật, thần thoại và văn hóa dân gian của nhiều quốc gia nơi chúng từng sinh sống trong lịch sử, như Hy Lạp cổ đại, Ba Tư và La Mã, cũng như một số nơi chúng chưa từng tồn tại trong nhiều thiên niên kỷ, chẳng hạn như nước Anh. Việc sử dụng hình tượng con báo hoa mai ngày nay như một biểu tượng cho thể thao hoặc huy hiệu học bị hạn chế hơn nhiều ở Châu Phi.
Trong thời vương quốc Benin, loài báo thường được hiện diện trên các bản khắc và điêu khắc và được sử dụng để tượng trưng cho sức mạnh của nhà vua hoặc oba kể từ khi báo hoa mai được coi là vị vua của rừng rậm. Báo hoa mai cũng được nuôi giữ và trình diễn như linh vật, vật tổ và vật hiến tế cho các vị thần. Là kết quả của mối gắn kết của chúng với các vị vua ở châu Phi, những tấm da báo thường được xem là biểu tượng của cấp bậc quý tộc, các thủ lĩnh sử dụng nó như một phần của vương giả truyền thống.
Trong huy hiệu, ký hiệu báo thường xuất hiện nhất trong các nhóm ba nhưng nó lại không thể hiện các đốm mà lại thể hiện một chiếc bờm khiến nó trông gần giống với con sư tử và hai con này thường được sử dụng thay thế cho nhau. Các mô tả tự nhiên hiện đại hơn (giống như báo) xuất hiện trên huy hiệu của một số quốc gia châu Phi bao gồm Benin, Malawi, Somalia, Cộng hòa Dân chủ Congo và Gabon, sử dụng như một con báo đen. Báo hoa mai thuần hóa cũng đã được ghi nhận với một số con báo đã được giữ trong một bầy thú được vua John thành lập tại Tháp Luân Đôn vào thế kỷ 13; khoảng năm 1235, ba trong số những con vật này đã được Hoàng đế La Mã thần thánh Frederick II trao cho Henry III.

### Dịch vụ du lịch
Trong các khu vực được bảo vệ của một số quốc gia, các chương trình du lịch động vật hoang dã và mạo hiểm safari cung cấp cơ hội quan sát và tiếp cận báo hoa mai trong môi trường sống tự nhiên của chúng. Mặc dù các cơ sở xa xỉ có thể giúp du khách nhìn thấy động vật hoang dã ở cự ly gần hàng ngày, nhưng sự ngụy trang và tập tính của báo để che giấu và rình rập con mồi thường khiến cho chúng trở nên hiếm thấy. Trong vườn quốc gia Yala của Sri Lanka, báo hoa mai đã được du khách xếp hạng là một trong những loài động vật ít nhìn thấy nhất trong công viên mặc dù quần thể của chúng tập trung cao độ trong khu bảo tồn.
Ở Nam Phi, dịch vụ safari được cung cấp trong nhiều khu bảo tồn thiên nhiên như Khu bảo tồn Sabi. Ở Sri Lanka, các tour du lịch động vật hoang dã có sẵn trong Công viên Quốc gia Yala và Wilpattu. Ở Ấn Độ, dịch vụ safari được cung cấp tại các công viên quốc gia Madhya Pradesh và Uttarakhand cũng như ở quận Pali phía tây Rajasthan.

### Tấn công con người

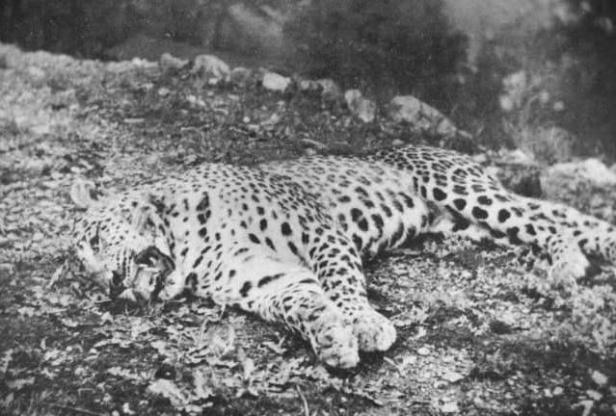
Con báo Panar bị bắn hạ bởi Jim Corbett năm 1910 sau khi giết và ăn thịt khoảng 400 người

Hầu hết những con báo hoa mai sẽ chủ động tránh người, nhưng con người đôi khi có thể bị chúng nhắm làm con mồi. Hầu hết những con báo khỏe mạnh thích con mồi hoang dã hơn con người, nhưng những cá thể bị thương, ốm yếu hoặc khan hiếm con mồi có thể săn con người và dần quen với điều đó sau vài lần ăn thịt người. Mặc dù có kích thước thường nhỏ hơn một chút so với con người, một con báo trưởng thành vẫn mạnh mẽ hơn nhiều và đủ khả năng giết người dễ dàng như những loài mãnh thú khác. Báo hoa mai với biệt tài lén lút lẩn trốn rất khó để con người kiểm soát và theo dõi chúng, dẫn đến hầu như không ai biết loài dã thú này có thể sinh sống gần môi trường sống của con người. Những con báo ăn thịt người có thể trở nên rất hung hãn và táo tợn, chúng thậm chí xông vào các ngôi làng, phá cửa để tìm người trong nhà, khiến chúng nguy hiểm hơn cả sư tử và hổ.
Ở Ấn Độ, do môi trường sống thu hẹp, báo hoa mai thường xuyên đi lạc vào những khu dân cư và tấn công người. Có ghi nhận những ngôi làng hẻo lánh trên dãy Himalaya ở Ấn Độ, khi một con báo ranh mãnh sát hại 12 người trong 2 năm qua, điều đặc biệt là con báo chỉ tấn công những người say rượu, lảo đảo bước về nhà trong bóng tối sau khi tàn cuộc nhậu. Sự ranh mãnh của con vật reo rắc nỗi kinh hoàng đối với người dân trong khu vực. Hai trường hợp cực đoan đã xảy ra ở Ấn Độ: con báo đầu tiên là "Báo hoa mai ở Rudraprayag" được cho là giết chết hơn 125 người và "Báo Panar" được cho là giết 400 người sau khi bị thương bởi những kẻ săn trộm và vì thế không còn khả năng săn các con mồi bình thường. Cả hai con này cuối cùng đã bị giết chết bởi thợ săn và nhà bảo tồn động vật nổi tiếng Jim Corbett.
Tác giả và thợ săn nổi tiếng Kenneth Anderson, người đã có kinh nghiệm đầu tay với nhiều con báo ăn thịt người, mô tả chúng còn đáng sợ hơn nhiều so với hổ: 
Mặc dù những ví dụ về những loài động vật như vậy là tương đối hiếm, nhưng khi điều đó xảy ra, đã mô tả loài báo giống như một động cơ hủy diệt khá ngang ngửa so với người anh em họ hàng lớn hơn nhiều của nó là loài hổ. Vì kích thước nhỏ hơn, chúng có thể giấu mình ở những nơi hổ không thể xuất hiện, nhu cầu về nước của chúng cũng ít hơn hổ rất nhiều, và trong sự xảo quyệt và táo bạo thực sự của một con quỷ dữ, kết hợp với khả năng tự vệ không tưởng và biến mất một cách lén lút khi gặp nguy hiểm, rõ ràng loài báo không có đối thủ— Kenneth Anderson, Chín kẻ ăn thịt người và một kẻ lừa đảo, Chương II "Con quỷ đốm của Gummalapur"

Có điều gì đó rất đáng sợ trong tiếng gầm giận dữ của một con báo đang lao tới, và tôi đã từng chứng kiến một đàn voi vốn còn chẳng sợ gì loài hổ, đã quay đầu và bỏ chạy trước một con báo đang lao đến gần chúng— Jim Corbett, Đền Hổ và nhiều kẻ ăn thịt người khác ở Kumaon, chương Kẻ ăn thịt người Panar